# ميخائيل بي. شيبرد
ميخائيل بي. شيبرد (بالإنجليزية: Michael B Shepherd)‏ هو عالم الكتاب المقدس أمريكي، ولد في 1977.